# Endromis sachalinensis
Endromis sachalinensis är en fjärilsart som beskrevs av Matsumura 1929. Endromis sachalinensis ingår i släktet Endromis och familjen skäckspinnare. Inga underarter finns listade i Catalogue of Life.